# Enrique Campos (ciclista)
Enrique Campos, o Enrique "El Águila" Campos (Aroa, 7 de enero de 1961), es un ex-ciclista profesional venezolano.
Ganó la Vuelta a Venezuela, Vuelta Internacional al Estado Trujillo y fue podio en Vuelta al Táchira, compitió en los Juegos Olímpicos, Juegos Panamericanos, Juegos Centroamericanos y del Caribe, además de estar en otras competiciones nacionales.

## Palmarés
1981
- 6.º en Campeonato Panamericano de Ciclismo en Ruta, Elite  Colombia

1982
- 2.º en XIV Juegos Centroamericanos y del Caribe, Ruta  Cuba
- 3.º en Clasificación General Final Vuelta al Táchira  Venezuela
- 1.º en Clasificación General Final Vuelta a Venezuela  Venezuela

1983
- 3.º en Clasificación General Final Vuelta a Venezuela  Venezuela

1984
- 16.º en Juegos Olímpicos de Los Ángeles 1984, Ruta, Diletantes  Estados Unidos

1985
- 1.º en Clasificación General Final Vuelta Internacional al Estado Trujillo  Venezuela

1987
- 3.º en Juegos Panamericanos de 1987, Ruta  Estados Unidos

1988
- 5.º en 8.ª etapa parte a Vuelta al Táchira, Táriba  Venezuela
- 3.º en 9.ª etapa Vuelta al Táchira, San Cristóbal  Venezuela
- 3.º en 2.ª etapa Tour de Guadalupe  Francia
- 3.º en Clasificación General Final Tour de Guadalupe  Francia

1989
- 1.º en Clasificación General Final Vuelta Internacional al Estado Trujillo  Venezuela

1990
- 2.º en 3.ª etapa Vuelta al Táchira, Cúcuta  Venezuela
- 3.º en 6.ª etapa Vuelta al Táchira, Colon  Venezuela
- 10.º en Clasificación General Final Vuelta al Táchira  Venezuela
- 1.º en Clasificación General Final Vuelta a Venezuela  Venezuela

## Equipos
- 1982  Selección de Carabobo
- 1984  Selección Nacional de Venezuela
- 1988  Harina Juana - Guarico